# Renate Goldmann
Renate Goldmann (* 25. März 1967 in Köln) ist eine deutsche Kunsthistorikerin und Kuratorin für internationale Gegenwartskunst. Vom 1. Januar 2010 bis zum 31. Dezember 2017 war sie Direktorin des Leopold-Hoesch-Museums in Düren sowie des Papiermuseums Düren.

## Leben und Wirken

### Ausbildung in Köln und Projekte
Nach dem Studium der Kunstgeschichte, Klassischen Archäologie und Deutschen Philologie an der Universität zu Köln und der Universität Bonn, das sie mit einer Magisterarbeit über Francis Bacon abschloss, wurde Renate Goldmann 1995 wissenschaftliche Referentin und Kuratorin im Kulturkreis der deutschen Wirtschaft im Bundesverband der Deutschen Industrie e.V. Dort war sie zuständig für den „Ars Viva“-Förderpreis, die Betreuung und Inventarisierung der Sammlung sowie für die „Kunstprojekte im Haus der Deutschen Wirtschaft“ in Berlin. Zudem hat sie an der Errichtung der Galerie für Zeitgenössische Kunst in Leipzig mitgearbeitet.
Es folgten ab 2000 Tätigkeiten an der Universität zu Köln, zunächst als wissenschaftliche Hilfskraft am Lehrstuhl für Kunstgeschichte im 20. und 21. Jahrhundert und anschließend als Assistentin mit Lehrauftrag in ebendiesem Bereich.
2004 absolvierte Renate Goldmann ihre Doktorprüfung mit einer Dissertation über Peter Fischli und David Weiss und begann parallel ihre Arbeit für das Institut für Auslandsbeziehungen (ifa). Seit 2000 kuratiert und betreut sie in Zusammenarbeit mit Professor Volker Albus die internationale Tourneeausstellung „Come-in. Interieur als Medium in der Zeitgenössischen Kunst“. Stationen waren u. a. Seoul, Singapur, Melbourne, Curitiba und Istanbul.
Von 2006 bis 2009 arbeitete Renate Goldmann als künstlerische Leiterin für den Skulpturenpark Köln, der 2008 zur Stiftung Skulpturenpark Köln wurde.
Als freie Kuratorin war und ist Renate Goldmann tätig für den Brandenburgischen Kunstverein Potsdam e. V., die Art Cologne (Skulpturenprojekt 2009, Global EurAsia 2008, Sculpture Project Palma 2007 und 25 m² – 25 Jahre 2005) und die Kunst-Station Sankt Peter Köln.

### Direktorin des Leopold-Hoesch-Museums und Papiermuseums Düren
Von 2010 bis zum Jahresende 2017 leitete Renate Goldmann das Leopold-Hoesch-Museum & Papiermuseum Düren. Am Beginn ihrer dortigen Tätigkeit stand die Konzeption der Wiedereröffnung des umfassend renovierten und um den Anbau „Peill-Forum“ stark erweiterten Leopold-Hoesch-Museums im Jahr 2010. Dabei wurde der öffentliche Auftritt und die Designsprache des Museums grundlegend erneuert. Anlässlich der Neueröffnung hat Otto Piene einen Lichtraum dauerhaft inszeniert, Claus Föttinger das Museumscafé gestaltet und Ulrich Rückriem auf dem neugestalteten Hoeschplatz eine monumentale Außenskulptur installiert.
Akzente setzte sie im Bereich von Neueinwerbungen für das Museum und der Katalogisierung und wissenschaftlichen Bearbeitung der Bestände. Für die Sammlung der Museen gelang es Renate Goldmann, die Kölner Sammlung Frerich mit 453 Selbstporträts von Künstlern, ein großes Werkkonvolut des deutschen Bildhauers Ulrich Rückriem und die Skulptur „Crazy Bird“ von Niki de Saint Phalle neben weiteren zahlreichen Schenkungen ans Haus zu holen. Die Sammlungsbestände wurden erstmals digital erfasst und als Bestandskataloge (vier Bände „Unsere Werte“) publiziert. Darüber hinaus hat sie am Haus die wissenschaftliche Provenienzforschung initiiert, die mit der Ausstellung „Unsere Werte? Provenienzforschung im Dialog. Leopold-Hoesch-Museum Düren und Wallraf-Richartz-Museum Köln“ nationale und internationale Aufmerksamkeit fand. Insgesamt ergaben sich 183 Restitutionsfälle, die wissenschaftlich aufgearbeitet und geklärt werden konnten.
Goldmann verantwortete 150 thematische und monographische Ausstellungen zur Kunst der Moderne und Gegenwart. Begleitend hat sie 34 Publikationen herausgegeben. Zudem hat Renate Goldmann wesentliche Impulse gegeben, das Papiermuseum Düren neu zu konzipieren und erweitern zu lassen. Mit ihrem Amtsantritt wurde ein duales Museumskonzept eingeführt, das die Geschichte und Unternehmertradition der Papierstadt Düren spiegelt.
Weitere Schwerpunkte ihrer Arbeit waren die euregionale Kulturpolitik im Länderdreieck Deutschland, Niederlande, Belgien und die nationalen und internationalen Aktivitäten der hauseigenen Stiftungen wie der Hubertus-Schoeller-Stiftung, der Günther-Peill-Stiftung, der Dahlmann Stiftung und des Museumsvereins Düren e.V., unter anderem das Very Contemporary Projekt.
Der Beendigung der Tätigkeit Renate Goldmanns als Direktorin des Hoesch- und Papiermuseums ging eine kommunalpolitische Diskussion um die Besucherzahlen des Hauses voraus.

### Van-Ham Art Estate
Seit 2018 ist Renate Goldman Leiterin des Van Ham Art Estate, einer Abteilung des Kölner Auktionshauses Van Ham, die den Nachlass von Künstlern verwaltet.

## Publikationen (Auswahl)
- Unsere Werte. Sammlung Frerich / Our Values: The Frerich Collection (Leopold-Hoesch-Museum & Papiermuseum Düren). Wienand, Köln 2013, ISBN 978-3-86832-195-1.
- I Hate Paul Klee. Papierarbeiten und Künstlerbücher aus der Sammlung Speck / Works on Paper and Artist’s Books Collection. Snoeck, Köln 2011, ISBN 978-3-940953-94-0.
- KölnSkulptur 5: Reality Check. Ausstellungskatalog. Verlag der Buchhandlung Walther König, Köln 2009, ISBN 978-3-86560-639-6.
- Andreas Slominski. Benedictio. Kunst-Station Sankt Peter, Köln 2008, ISBN 978-3-00-025588-5.
- KölnSkulptur 4: 10 Jahre/10 Years Skulpturenpark Köln. Ausstellungskatalog. Verlag der Buchhandlung Walther König, Köln 2007, ISBN 978-3-86560-213-8.
- Peter Fischli, David Weiss. Ausflüge, Arbeiten, Ausstellungen. Ein offener Index. Verlag der Buchhandlung Walther König, Köln 2006, ISBN 978-3-86560-019-6.